# ووردنسه فرلات
ووردنسه فرلات (به هلندی: Woerdense Verlaat) یک منطقهٔ مسکونی در هلند است که در نیوکوپ واقع شده‌است. ووردنسه فرلات ۳۰۳ نفر جمعیت دارد.